# Кривцово (Крым)
Кривцо́во (до 1948 года Тобе́н-Сара́й и Бурунду́к; укр. Кривцове, крымскотат. Töben Saray, Тёбен Сарай) — село в Белогорском районе Республики Крым, входит в состав Муромского сельского поселения (согласно административно-территориальному делению Украины — Муромского сельсовета Автономной Республики Крым).

## Население
| 2001 | 2014 |
| ---- | ---- |
| 16   | ↘8   |

### Динамика численности
| - 1805 год — 118 чел. - 1864 год — 96 чел. - 1889 год — 73 чел. - 1892 год — 27 чел. - 1902 год — 132 чел. | - 1915 год — 9/65 чел. - 1926 год — 100 чел. - 2001 год — 16 чел. - 2009 год — 11 чел. - 2014 год — 8 чел. |

## Современное состояние
На 2017 год в Кривцово, согласно КЛАДР, числится 2 улицы — Кольцевая и Центральная; на 2009 год, по данным сельсовета, село занимало площадь 13,7 гектара на которой, в 7 дворах, проживало 11 человек.

## География
Кривцово маленькое село на северо-западе района, у северного подножия массива Кубалач. Лежит в верховьях долины реки Восточный Булганак, на границе с Кировским районом, высота центра села над уровнем моря — 248 м. Ближайшие сёла: Добролюбовка Кировский района — 0,7 км на северо-восток, Муромское — 1,5 км на север и Дивное — 1,8 км на юго-запад.
Расстояние до райцентра — около 27 километров (по шоссе), до ближайшей железнодорожной станции Кировская (на линии Джанкой — Феодосия) — примерно 39 километров. Транспортное сообщение осуществляется по региональной автодороге 35Н-108 Хлебное — Сенное (по украинской классификации — С-0-10331).

## История
Кривцово образовано объединением двух сёл — Тюбень-Сарай и Бурундук, но упоминаемый в исторических документах Бурундук был предшественником упразднённого села Суслово. В составе Крымского ханства, согласно Камеральному Описанию Крыма… 1784 года, деревня входила в Ширинский кадылык Кефинского каймаканства. После присоединения Крыма к России (8) 19 апреля 1783 года, (8) 19 февраля 1784 года, именным указом Екатерины II сенату, на территории бывшего Крымского Ханства была образована Таврическая область и деревня была приписана к Левкопольскому, а после ликвидации в 1787 году Левкопольского — к Феодосийскому уезду Таврической области. По свидетельству Петра Палласа 1794 года, у деревни «ломают на высотах твердые пласты рухляка» (то есть, работала каменоломня). После Павловских реформ, с 1796 по 1802 год, входила в Акмечетский уезд Новороссийской губернии. По новому административному делению, после создания 8 (20) октября 1802 года Таврической губернии, Тюбень-Сарай был включён в состав Кокташской волости Феодосийского уезда.
По Ведомости о числе селений, названиях оных, в них дворов… состоящих в Феодосийском уезде от 14 октября 1805 года, согласно которой в Тюбень-Сарае Кокташской волостиФеодосийского уезда Таврической губернии числилось 18 дворов и 118 жителей, исключительно крымских татар. На военно-топографической карте генерал-майора Мухина 1817 года обозначен Тобесарай с 35 дворами. После реформы волостного деления 1829 года деревня, согласно «Ведомости о казённых волостях Таврической губернии 1829 года», осталась в составе Кокташской волости. На карте 1836 года в деревне 49 дворов, как и на карте 1842 года.
В 1860-х годах, после земской реформы Александра II, деревню приписали к Салынской волости того же уезда. В «Списке населённых мест Таврической губернии по сведениям 1864 года», составленном по результатам VIII ревизии 1864 года, Тюбень-Сарай — владельческая греческо-татарская деревня с 8 дворами, 96 жителями и мечетью при речке Булганак. По обследованиям профессора А. Н. Козловского начала 1860-х годов, в селении «…имелась пресная вода в изобилии из горных родников и ручьёв». На трехверстовой карте Шуберта 1865—1876 года в деревне Тюбень-Сарай обозначено 6 дворов. В «Памятной книге Таврической губернии 1889 года» по результатам Х ревизии 1887 года записан Тюбень-Сарай с 14 дворами и 73 жителями.
После земской реформы 1890 года, деревню отнесли к Цюрихтальской волости того же уезда. По «…Памятной книжке Таврической губернии на 1892 год» в безземельной деревне (не входившей ни в одно сельское общество) числилось 27 жителей домохозяйств не имеющих. По «…Памятной книжке Таврической губернии на 1902 год» в деревне Тюбень-Сарай числилось 132 жителя в 20 домохозяйствах, владевших 1121 десятиной земли. На верстовой карте 1890 года появляется отдельное селение Бурундук с 6 дворами и татарско-греческо-русским населением (а старый Бурундук, рядом, почему-то фигурирует под названием Булганак) (это же сочетание встречается на километровой карте Генштаба Красной армии 1941 года, что, видимо, послужило поводом для упоминания Бурундука в указе о переименовании 1948 года). По Статистическому справочнику Таврической губернии. Ч.II-я. Статистический очерк, выпуск пятый Феодосийский уезд, 1915 год, в деревне Тюбень-Сарай (на земле Ширинской З. С.) Цюрихтальской волости Феодосийского уезда числилось 18 дворов (все дворы безземельные) со смешанным населением в количестве 9 человек приписных жителей и 65 «посторонних», из которых 35 мужчин и 39 женщин. Жители землёй не владели, в хозяйствах имелось 47 лошадей, 12 волов, 15 коров и 10 голов овец, свиней, или коз.
После установления в Крыму Советской власти, по постановлению Крымревкома от 8 января 1921 года была упразднена волостная система и село вошло в состав вновь созданного Карасубазарского района Симферопольского уезда, а в 1922 году уезды получили название округов. 11 октября 1923 года, согласно постановлению ВЦИК, в административное деление Крымской АССР были внесены изменения, в результате которых округа ликвидировались, Карасубазарский район стал самостоятельной административной единицей и село включили в его состав. Согласно Списку населённых пунктов Крымской АССР по Всесоюзной переписи 17 декабря 1926 года, в селе Тюбень-Сарай, в составе Тана-Гельдинского сельсовета Карасубазарского района, числилось 22 двора, все крестьянские, население составляло 100 человек, из них 85 татар, 7 русских, 6 греков, 1 армянин, 1 записан в графе «прочие», действовала татарская школа.
В 1944 году, после освобождения Крыма от фашистов, согласно Постановлению ГКО № 5859 от 11 мая 1944 года, 18 мая крымские татары были депортированы в Среднюю Азию. 12 августа 1944 года было принято постановление № ГОКО-6372с «О переселении колхозников в районы Крыма», в исполнение которого в район завезли переселенцев: 6000 человек из Тамбовской и 2100 — Курской областей, а в начале 1950-х годов последовала вторая волна переселенцев из различных областей Украины. С 25 июня 1946 года Тюбень-Сарай в составе Крымской области РСФСР. Указом Президиума Верховного Совета РСФСР от 18 мая 1948 года, Бурундук объединили с Тюбень-Сараем в Кривцово. 26 апреля 1954 года Крымская область была передана из состава РСФСР в состав УССР. Время упразднения Сенновского сельсовета и переподчинения села Хлебновскому пока не установлено: на 15 июня 1960 года село уже числилось в его составе, как и Муромскому —
не известно, что это произошло до 1 января 1968 года. С 12 февраля 1991 года село в восстановленной Крымской АССР, 26 февраля 1992 года переименованной в Автономную Республику Крым. С 21 марта 2014 года — в составе Республики Крым России.